# Омская государственная областная научная библиотека имени А. С. Пушкина
(Не следует путать с Библиотека имени Пушкина (станция метро))
Омская государственная областная научная библиотека имени А. С. Пушкина — публичная библиотека в Омске, ныне является главной научной библиотекой области.

## История
Датой рождения Пушкинской библиотеки принято считать 21 января (3 февраля) 1907 года, когда она была открыта для читателей. Этому событию предшествовали решение Омской городской Думы об открытии библиотеки в 1899 году и возведение пристройки к зданию Думы по проекту архитектора Г. С. Бартковского. Размещалась библиотека в двух смежных комнатах на первом этаже городской Думы: одно помещение было отведено под читальный зал (открыт 21 января 1907 года), во втором выдавалась литература на дом (с 26 июня 1907 года). 
В январе 1920 году в библиотеке состоялась первая выставка книг и экспонатов, посвящённая жизни и творчеству А. С. Пушкина. В октябре 1920 года Сибревком принял постановление о национализации имеющихся на территории края городских, общественных, частных, церковных библиотек. Фонды национализированных библиотек Омской губернии были переданы, главным образом, в библиотеку имени А. С. Пушкина. За 2-3 года её архивный фонд вырос до 300 тыс. экз., что сделало Омскую библиотеку одним из самых крупных книжных хранилищ Сибири. До конца 1921 года Пушкинская библиотека находилась в здании бывшей Городской думы. С 1922—1924 годов библиотека располагалась в здании, в котором размещался отдел центропечати.
В 1924 году библиотека вновь возвращается в помещение бывшей Городской думы. Только теперь она занимает почти всё здание.
С 1940 года библиотека получает обязательный экземпляр книг, выходящих в стране. 
В 1943 году при библиотеке создан филиал Государственного фонда литературы. В течение двух лет укомплектовано и отправлено 80 библиотек в освобожденные от немецкой оккупации области.
Библиотека в статусе универсальной научной участвует в научно-исследовательской работе по библиотечно-библиографической проблематике. В 1960-е годы открываются отделы технической, сельскохозяйственной литературы, сектор нотно-музыкальной литературы, создается служба информации по культуре и искусству. В 1967 году общий фонд библиотеки превысил миллион экземпляров.
В марте 1981 года Совет Министров РСФСР утвердил проект здания библиотеки. В 1985 году проект экспонировался на ВДНХ СССР и удостоен диплома II степени. С 1986 года началось строительство библиотечного здания в центре Омска. Авторы проекта — омские архитекторы Галина Ивановна Нарицина и Юрий Алексеевич Захаров, скульптор Василий Андреевич Трохимчук. 28 апреля 1995 года состоялось торжественное открытие нового библиотечного здания. Библиотеке присвоен статус «Центральная государственная библиотека Омской области». 
В 1998 году библиотека стала членом Российской Библиотечной Ассоциации. 
В 2015 году на портале библиотеки создана Электронная библиотека открытого доступа, состоящая из тематических коллекций, содержащих электронные копии изданий из фондов учреждения. 

## Архитектурно-скульптурное решение здания

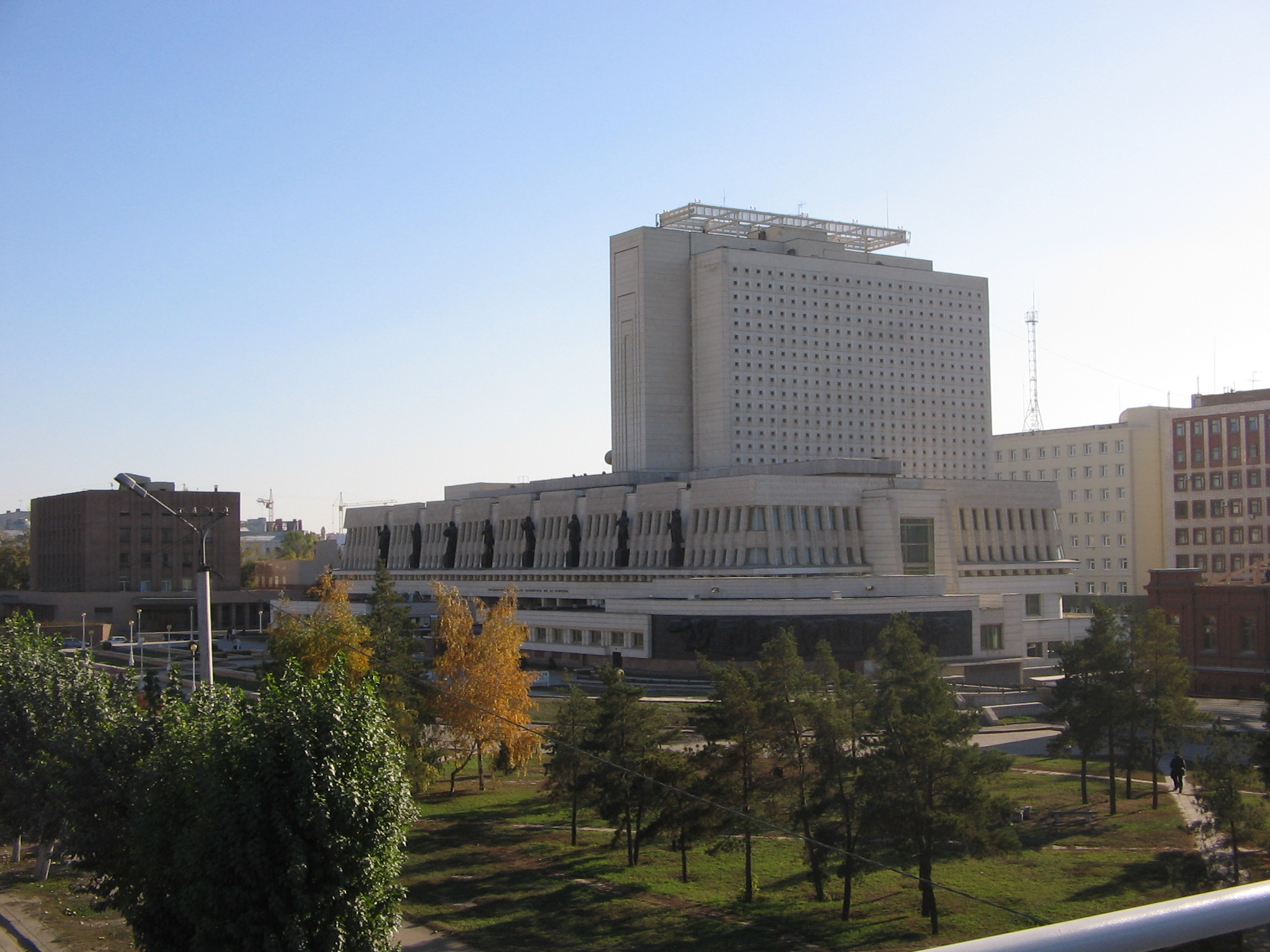
Библиотека со стороны метромоста

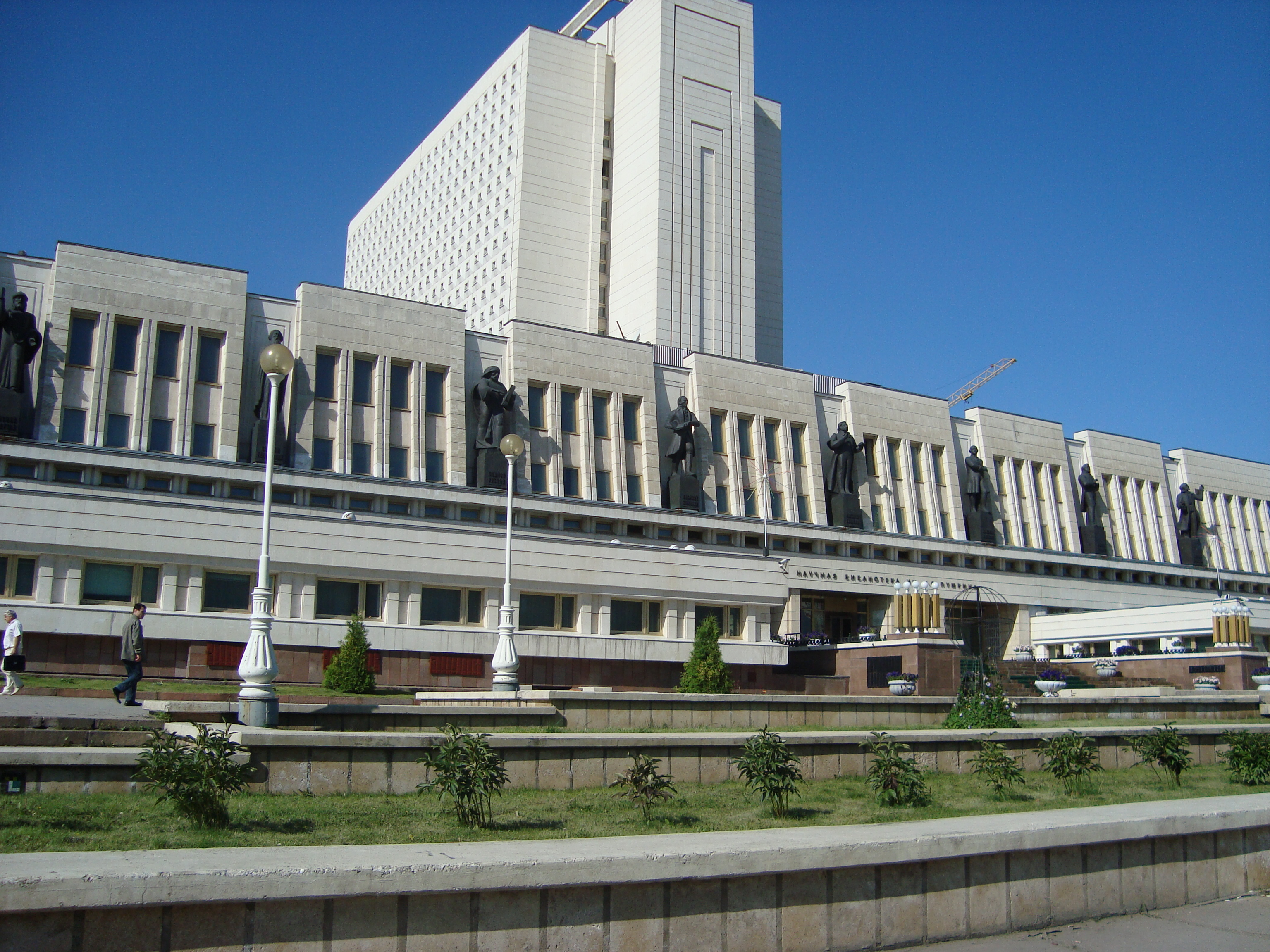
Библиотека со стороны ул. Красный путь

Начало творческих работ над архитектурно-скульптурным решением нового здания библиотеки Василий Трохимчук начал в 1982 году. По главному фасаду в нишах установлены восемь скульптур высотой 3,5 м из кованой воронёной меди. Это фигуры видных деятелей России, которые олицетворяют тысячелетнюю историю нашего отечества: основатель русской государственности Ярослав Мудрый, лидер духовного обновления Руси Сергий Радонежский, символ достижений древнерусской живописи Андрей Рублёв; великие представители российской науки, искусства, технического прогресса — Н. М. Карамзин, М. В. Ломоносов, М. Н. Глинка, К. Э. Циолковский. Образ А. С. Пушкина, чьё имя и носит библиотека, стал центральной фигурой этого скульптурного пантеона. Фигуры Александра Пушкина и Андрея Рублёва были созданы автором проекта В. А. Трохимчуком. Ленинградские скульпторы М. М. Ершов, Л. Я. Колибаба, В. И. Ерёмин ваяли остальные шесть. В металле фигуры были выполнены в Ленинграде на художественно-производственном комбинате им. М. Тореза. Их изготовление велось методом выколотки из листовой меди по объемной модели из гипса. Освящение и установка скульптур на фронтоне здания состоялось весной 1993 года.
Боковой фасад здания библиотеки украшает рельеф. В нём не отражены конкретные исторические события, это уже скорей философский рассказ автора об истории человечества. Центром композиции стал образ Вселенской матери. Справа и слева выделяются своими размерами фигуры Икара и Атланта. Фигуры эти выполнены в самом крупном масштабе, и тем самым подчеркивается особое место этих мифологических героев в истории человечества. Размеры остальных фигур (а их около сотни) зависят от значимости того или иного персонажа. Рельеф (протяженность его 30 метров) был выполнен в глине (в лепке принимал участие ленинградский скульптор В. А. Ерёмин. Художник-исполнитель по металлу А. Р. Иванов) и переведен в металл в Ленинграде на художественно-производственном комбинате им. М. Тореза. В разобранном состоянии (11 секций) рельеф был доставлен по железной дороге в Омск и уже на месте монтировался под руководством автора.